# Bobsleigh nos Jogos Olímpicos de Inverno de 2002

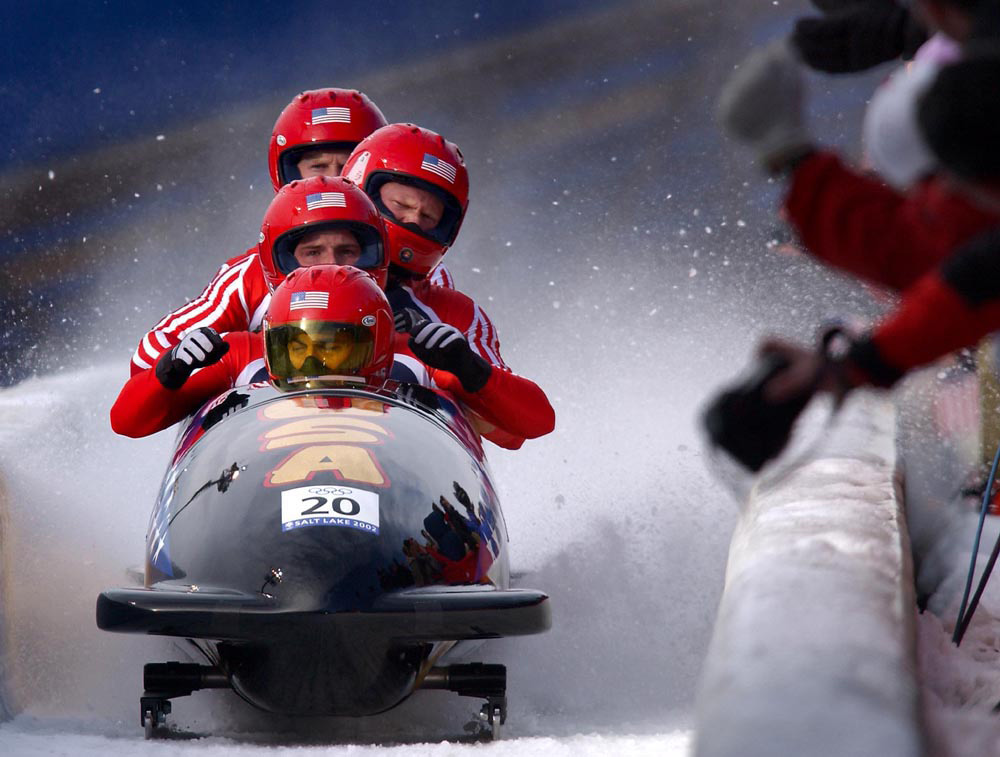
EUA II, medalha de bronze por equipes

O bobsleigh nos Jogos Olímpicos de Inverno de 2002 foi realizado na pista do Utah Olympic Park em Salt Lake City, nos Estados Unidos. As duas tradicionais provas de duplas e por equipes masculinas integraram o programa, com a inclusão de um evento feminino pela primeira vez, representadas em duplas.

## Medalhistas

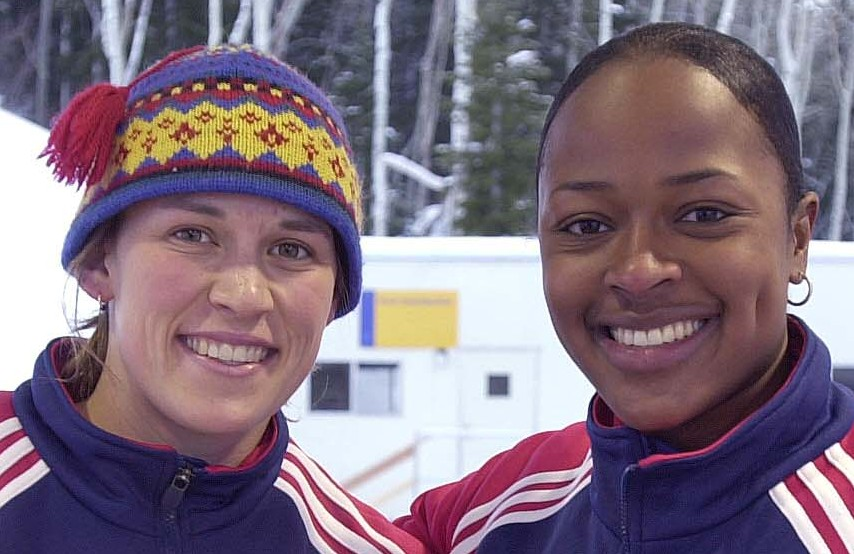
Jill Bakken e Vonetta Flowers

Masculino
| Evento           | Ouro                                                                         | Prata                                                                           | Bronze                                                                 |
| ---------------- | ---------------------------------------------------------------------------- | ------------------------------------------------------------------------------- | ---------------------------------------------------------------------- |
| Duplas detalhes  | Alemanha I Christoph Langen Markus Zimmermann GER Alemanha                   | Suíça I Christian Reich Steve Anderhub SUI Suíça                                | Suíça II Martin Annen Beat Hefti SUI Suíça                             |
| Equipes detalhes | Alemanha II André Lange Enrico Kuehn Kevin Kuske Carsten Embach GER Alemanha | EUA I Todd Hays Randy Jones Bill Schuffenhauer Garrett Hines USA Estados Unidos | EUA II Brian Shimer Mike Kohn Doug Sharp Dan Steele USA Estados Unidos |

Feminino
| Evento          | Ouro                                                  | Prata                                                 | Bronze                                                  |
| --------------- | ----------------------------------------------------- | ----------------------------------------------------- | ------------------------------------------------------- |
| Duplas detalhes | EUA II Jill Bakken Vonetta Flowers USA Estados Unidos | Alemanha I Sandra Prokoff Ulrike Holzner GER Alemanha | Alemanha II Susi Erdmann Nicole Herschmann GER Alemanha |

## Quadro de medalhas
| Ordem | País               | Medalha de ouro | Medalha de prata | Medalha de bronze |   |
| ----- | ------------------ | --------------- | ---------------- | ----------------- | - |
| 1     | GER Alemanha       | 2               | 1                | 1                 | 4 |
| 2     | USA Estados Unidos | 1               | 1                | 1                 | 3 |
| 3     | SUI Suíça          |                 | 1                | 1                 | 2 |
| TOTAL | TOTAL              | 3               | 3                | 3                 | 9 |